# Торвальд Асвальдсон
Торвальд Асвальдсон (др.-сканд. Þórvaldr Ásvaldsson; умер в 980) — норвежец, живший в X веке, многие потомки и предки которого были первооткрывателями новых земель.

## Биография
Всё, что известно о Торвальде основано на саге о его сыне Эрике Рыжем. Торвальд родился в Норвегии. Его отцом был Асвальд (Ásvaldr Úlfsson), дедом — Ульв Ториссон (Úlfr Þórisson), прадедом — Торир Вол (Øxna-Þórir). Братом Торира был Наддод из Агдер (Naddoðr), открывший Исландию в середине IX века.
Сын Торвальда, Эрик Рыжий, колонизировал Гренландию. Внук, Лейф Счастливый, открыл Северную Америку. Другие внуки, Торвальд и Торстейн, тоже совершали туда экспедиции.
В 960 году, в правление Хакона Доброго, Торвальд убил несколько человек, за что был объявлен вне закона. С женой и сыном Эриком он отправился в Исландию. На северо-западе Исландии, на полуострове Хорнстрандир, Торвальд построил усадьбу Натиск (Drangar).
Умер в Исландии в 980 году.